# Felix Ruwimowitsch Gantmacher
Felix Ruwimowitsch Gantmacher, auch Feliks, russisch Феликс Рувимович Гантмахер, englische Transkription Feliks Ruvimovich Gantmakher (* 23. Februar 1908 in Odessa; † 16. Mai 1964 in Moskau) war ein russischer Mathematiker.

## Leben
Gantmacher studierte am Institut für Volksbildung in Odessa mit dem Abschluss 1930. Einer seiner Lehrer war Nikolai Grigorjewitsch Tschebotarjow. Er lehrte an verschiedenen Hochschulen in Odessa, habilitierte sich 1938 (russischer Doktortitel) und war danach am Institut für Mathematik der Akademie der Wissenschaften der Sowjetunion. 1942 bis 1946 war er Abteilungsleiter am Zentralen Aerodynamischen Institut und ab 1947 Professor an der Moskauer Physikalisch-Technischen Hochschule.
Er befasste sich mit Matrizentheorie und Angewandter Mathematik (speziell aerodynamischen Problemen in der Luftfahrt). Er schrieb eine bekannte Monographie über Matrizen. Er befasste sich auch mit Lie-Gruppen.
Er ist der Vater des Physikers Wsewolod Gantmacher.

## Schriften
- Matrizentheorie, Springer Verlag 1986 (Neuauflage von Matrizenrechnung)
- Matrizenrechnung, 2 Bände, Berlin, Deutscher Verlag der Wissenschaften 1965, 1966 (zuerst 1958)
  - Englische Ausgabe: Application of the theory of matrices, Dover 2005 bzw. The theory of Matrices, Chelsea Publ. 1959
- mit Mark Krein Oscillation matrices and kernels and small vibrations of mechanical systems, American Mathematical Society 2002
  - deutsche Ausgabe: Oszillationsmatrizen, Oszillationskerne und kleine Schwingungen mechanischer Systeme, Akademie Verlag 1960
- mit Mark Ajzerman Die absolute Stabilität von Regelsystemen, Beihefte zur Zeitschrift für Regelungstechnik, Oldenbourg Verlag 1965
  - Englische Ausgabe: Absolute stability of regulator systems, Holden-Day 1964
- mit L. M. Lewin Theorie des Fluges nichtgesteuerter Raketen, 1959 (russisch)
- Lectures in analytical mechanics, Moskau, MIR Publishers 1970
- On the classification of real simple Lie groups, Sbornik Mathematics, 5 (47), 1939, 217–250
- Canonical representations of automorphisms of a complex semi-simple Lie group, Sbornik Mathematics, 5 (47), 1939, 101–146